# Kevin Hamann

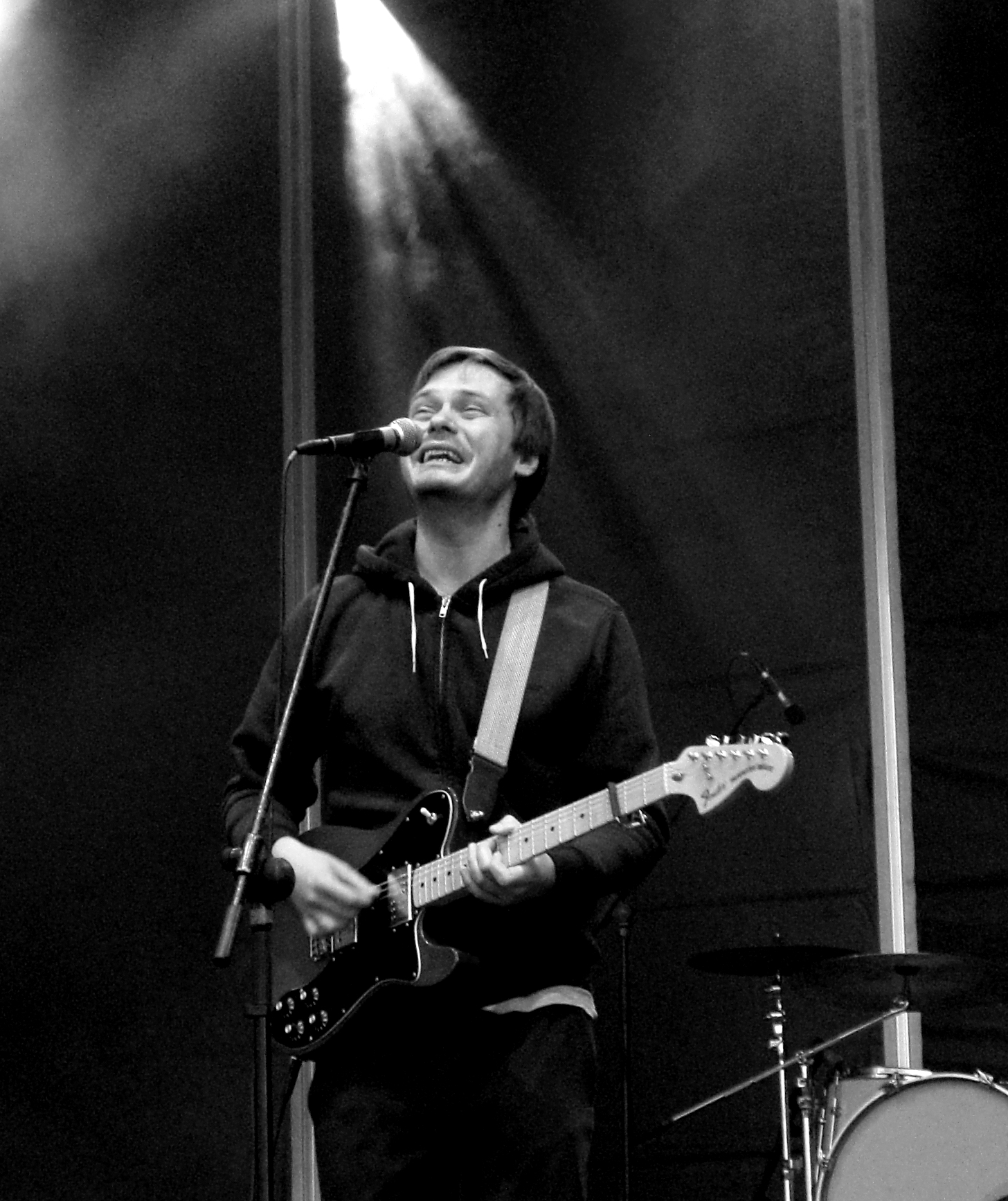
Kevin Hamann 2009

Kevin Hamann (* 1980 in Ost-Berlin) ist ein deutscher Sänger und Gitarrist aus Hamburg. Bekannt wurde er neben seinen Solo-Veröffentlichungen als ClickClickDecker und My First Trumpet auch durch das Elektro-Projekt Bratze, als Mitglied der Musikgruppe Ludger, sowie durch die von ihm moderierte Sendung Initiative Herz Statt Kommerz beim Internetradio ByteFM.

## Leben
Nach seiner Geburt im Ost-Berliner Stadtbezirk Pankow wuchs Hamann in Hohenschönhausen auf. 1986 erhielt sein Vater eine Ausreisegenehmigung, um an der Beerdigung seiner Großmutter in Husum teilnehmen zu können. Anschließend kehrte er, wie bereits vorher verabredet, nicht mehr in die DDR zurück. 1988 durften Hamann und seine zwei Brüder zusammen mit ihrer Mutter nachreisen. Von Husum aus zog er zunächst nach Kiel, wo er seinen Zivildienst ableistete. Anschließend gelangte er über Flensburg nach Hamburg, wo er seit 2003 lebt.

## Werdegang

### 1990 bis 2001: Anfänge
Mit elf Jahren kam Hamann durch einen Freund zur E-Gitarre, die er autodidaktisch erlernte. Er spielte ab Mitte der 1990er Jahre zunächst Hardcore in verschiedenen Bands. Schließlich begann er, auch solo Musik zu machen, zunächst vor allem elektronisch. Während dieser Phase nannte er sich Tom Bola und veröffentlichte zwischen 1999 und 2001 drei Alben im Eigenvertrieb. Zu dieser Zeit sang und spielte er auch in der Hamburger Band A No No.

### 2001 bis 2006: ClickClickDecker
Anschließend widmete er sich zunehmend der Akustikgitarre. Hamann schrieb seine Lieder zu per Drumcomputer erstellten Beats, unterstützt durch Synthesizer und Keyboard. Er änderte seinen Künstlernamen in ClickClickDecker, eine Anspielung auf den Song „Click Click“ der britischen Band Wedding Present. Als ClickClickDecker veröffentlichte Hamann zunächst verschiedene EPs und Alben auf Kassette, CD und Vinyl, darunter auch eine Split-LP mit der Band Lattekohlertor. Im Oktober 2003 hatte Hamann seinen ersten Auftritt als ClickClickDecker, in der Alten Meierei in Kiel spielte er im Vorprogramm von Turbostaat und Monochrome. Schließlich wurde Bernd Begemann auf den jungen Musiker aufmerksam und bewog ihn dazu, ein Album aufzunehmen.

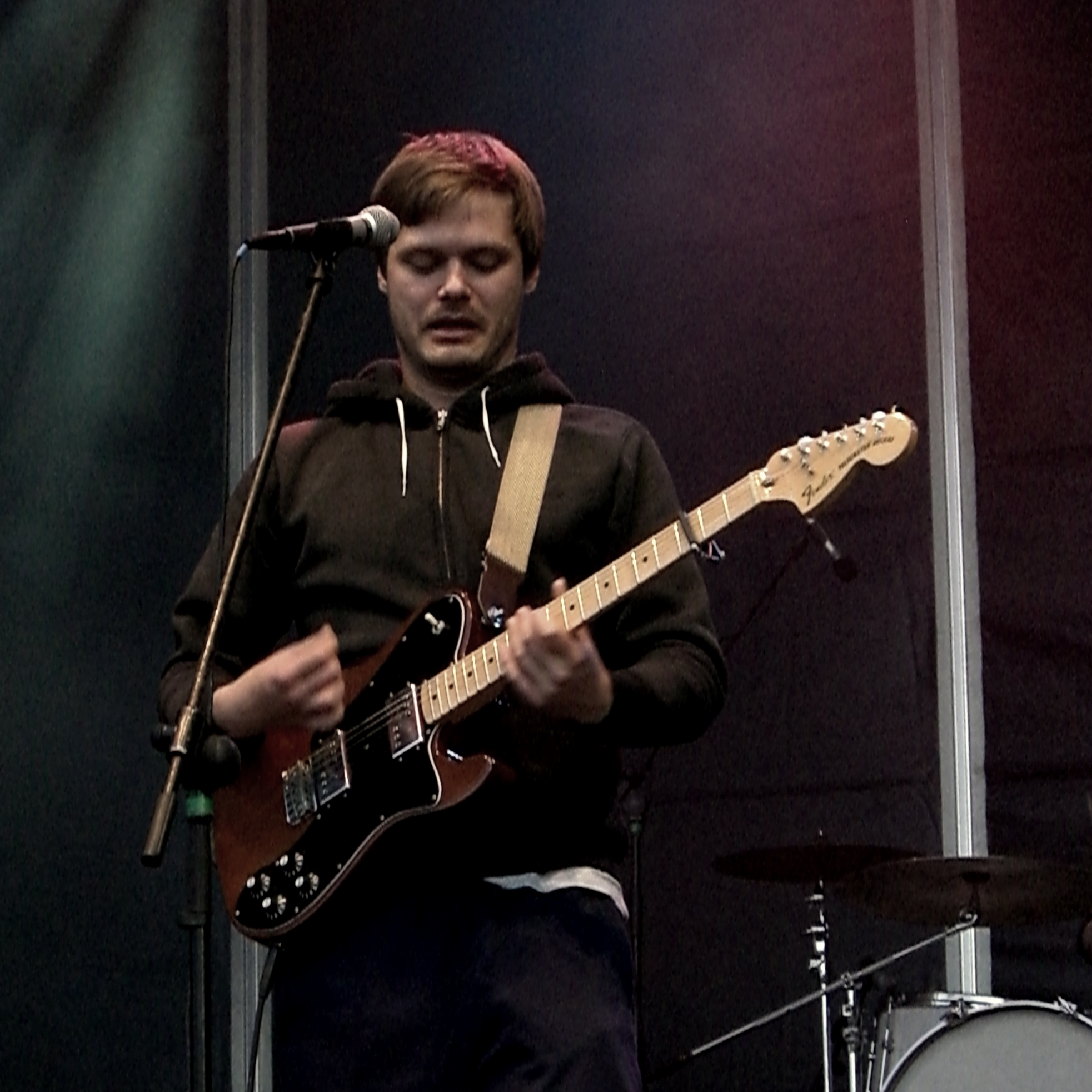
Kevin Hamann als ClickClickDecker (2009)

Im Februar 2005 erschien das Album Ich habe keine Angst vor… bei Audiolith Records, das er, wie bis dahin alle Veröffentlichungen, mit einem Mehrspur-Kassettenrekorder aufnahm. Es enthält eine Auswahl von Titeln, die Hamann zwischen 2002 und 2004 geschrieben hatte. Im Dezember desselben Jahres veröffentlichte Hamann mit der Live-EP hab nur zwei Gästeplätze zum letzten Mal einen Tonträger im Eigenvertrieb. Für sein zweites Album erhielt Hamann Angebote von zwei anderen Labels, lehnte aber ab. So erschien auch Nichts für ungut, das im September 2006 veröffentlicht wurde, bei Audiolith.
Als Marcus Wiebusch Hamann anbot, ihn und seine Band Kettcar auf Tour zu begleiten, begann Hamann, eine Live-Band zusammenzustellen. Wiebusch empfahl ihm Simon Rass, der bei seinem Label Grand Hotel van Cleef arbeitete, als Schlagzeuger. Auf einer Tour mit Fink lernte er den Gitarristen Oliver Stangl kennen, als Bassist konnte er Audiolith-Gründer Lars Lewerenz gewinnen.

### 2007 bis 2008: Bratze und My First Trumpet
Bei einer Tour lernte Hamann den Elektro-Musiker Norman Kolodziej (Der Tante Renate), der ebenfalls bei Audiolith veröffentlicht, kennen. Gemeinsam produzierten sie den Song „Jean Claude“ und entschlossen sich aufgrund der großen Resonanz, weiterhin gemeinsam Musik zu machen. Daraus entstand das Projekt Bratze, mit dem sie zunächst auf Tour gingen, bevor 2007 das Debütalbum Kraft erschien. Seit dieser Zeit arbeitet Hamann hauptberuflich als Musiker.
Im gleichen Jahr veröffentlichte Hamann unter dem Pseudonym My First Trumpet ein Instrumental-Album, das beim Netlabel Aerotone erschien und kostenlos heruntergeladen werden kann. Darauf enthalten waren Stücke, die Hamann über viele Jahre hinweg geschrieben und gesammelt hatte. Im gleichen Jahr gründete Hamann die Initiative Herz Statt Kommerz, die sich für frei verfügbare Musik einsetzt. Von 2008 bis Januar 2014 moderierte Hamann beim Hamburger Internetradiosender ByteFM zu diesem Thema jeden Monat eine gleichnamige Sendung.

### 2008 bis 2014
Im Frühjahr 2008 begann Hamann mit den Arbeiten an seinem dritten ClickClickDecker-Album. Zunächst nahm er das Album wieder zu Hause auf, war jedoch mit dem Ergebnis nicht zufrieden. Daher spielte er im Sommer 2008 das Album in einem Studio erneut ein, erstmals waren auch andere Musiker an den Aufnahmen beteiligt. Den Umständen Entsprechend erschien im Januar 2009. Am 7. März wurde ein Konzert, das Hamann mit seiner Band im Rahmen der Visions Party in der Kölner Werkstatt spielte, für die Sendung Rockpalast aufgezeichnet.
Der Auftritt der Band bei der Co/pop im Jahre 2010 in Köln wurde ebenfalls im Rahmen einer Dokumentation vom RockpalasT ausgestrahlt.
Im Februar 2009 erschien das Buch Saturday Night im Piper Verlag, für das Hamann eine Kurzgeschichte schrieb. Später schrieb er online Kolumnen für das Magazin Opak.
Im Oktober 2009 sagte Hamann in einem Interview, er plane, abwechselnd jeweils ein Jahr mit Bratze und ein Jahr als ClickClickDecker zu arbeiten.
Im Jahr 2010 widmete sich Hamann daher wieder dem Projekt Bratze, das mit Korrektur nach Unten ein zweites Album veröffentlichte und auf Tour ging. Im gleichen Jahr war Hamann Mitbegründer der Punkband Ludger, in der er Bass spielt. Im November des Jahres erschien das erste Album, Auf Eis, auf Tonkassette.
2011 ging er zusammen mit Oliver Stangl als ClickClickDecker auf Deutschlandtour und veröffentlicht aus diesem Anlass das Livealbum Du Ich Wir beide zu den Fliegenden Bauten.
Seit Anfang 2012 arbeitet Hamann in der inklusiven Stätte „Barner 16“ in Hamburg-Altona, in der behinderte und nichtbehinderte Künstler arbeiten. Seine erste intensive Arbeit dort war die Gründung vom Kollektiv Barner 16, mit denen er im März 2013 das erste Album auf dem hauseigenen Label veröffentlichte.
Im September 2012 veröffentlichte er zusammen mit Norman Kolodziej das dritte Bratze-Album, Highlight.
Am 17. Januar 2014 wurde, nach anderthalbjähriger Arbeit, das neue Clickclickdecker-Album Ich glaub dir gar nichts und irgendwie doch alles veröffentlicht. Es entstand zusammen mit Oliver Stangl in einer stillgelegten Bauernschule bei Emmelsbüll/Horsbüll in Nordfriesland. Begleitet wurden die beiden von der Fotografin Sophie Krische, welche aus den Bildern einen Film zum 12-jährigen Jubiläum und einen Bildband zum Album beisteuerte.

### 2015 bis heute
2017 und 2018 arbeiteten Hamann und Stangl am nächsten ClickClickDecker-Album. Am Arsch der kleinen Aufmerksamkeiten entstand wieder in der alten Bauernschule, sowie in Berlin, wo die Band probt. Bei den Aufnahmen war Sebastian Cleemann, der als Petula lange im Vorprogramm spielte und dann auch am Schlagzeug unterstützte, als festes Bandmitglied dabei. Die Band erweitert darauf ihr klangliches Spektrum, etwa um Elemente wie Fuzz-Bass, Orgeln und Kalimbas. Der Radiosender ByteFM beschreibt das Album unter anderem als „wunderliche[s] Stück Kunst-Pop“. Hamann sprach vor der Veröffentlichung des Albums erstmals öffentlich über seine Depression.
Nach der Veröffentlichung folgte im Oktober 2019 eine Tour mit der Dreier-Besetzung aus Hamann, Cleemann und Stangl.

## Diskografie
Für die Veröffentlichungen Hamanns mit Bratze siehe Bratze#Diskografie.

### Als Tom Bola
- 1999: emo auf 4 (Eigenvertrieb)
- 2000: marklenelusch (Eigenvertrieb)
- 2001: warum heißen eigentlich so viele Platten Same (Eigenvertrieb)

### Als ClickClickDecker

#### Alben
- 2005: Ich hab keine Angst vor… (CD, Audiolith)
- 2006: Nichts für ungut (CD/LP, Audiolith)
- 2009: Den Umständen Entsprechend (CD/LP, Audiolith)
- 2011: Du ich wir beide zu den fliegenden Bauten  (CD, Audiolith)
- 2014: Ich glaub dir gar nichts und irgendwie doch alles  (CD/LP, Audiolith)
- 2018: Am Arsch der kleinen Aufmerksamkeiten  (CD/LP/Digital, Audiolith)

#### Singles
- 2006: Wer hat mir auf die Schuhe gekotzt (CD, Audiolith)
- 2008: Es fängt an wie es aufgehört hat (Download, Audiolith)
- 2009: Dialog mit dem Tölpel (Download, Audiolith)
- 2009: Händedruck am Wendepunkt (Download, Audiolith)
- 2011: GZK vs CCD (Split-Single mit Gisbert zu Knyphausen)
- 2013: Tierpark Neumünster. (Download, Audiolith)
- 2014: Was kommt wenn nichts kommen will (Download, Audiolith)[25]

#### EPs und Tapes
- 2002: tomtomla vs clickclickdecker (Eigenvertrieb)
- 2002: ich spiele dir was vor – ich lade es nur hoch (Eigenvertrieb)
- 2003: das soll so (Eigenvertrieb)
- 2003: Lattekohlertor – clickclickdecker (Split-LP, f@ul collektiv)
- 2004: Schnulli (7", Meerwert)
- 2004: nur ein versuch (Eigenvertrieb)
- 2005: hab nur zwei Gästeplätze – live (Eigenvertrieb)
- 2011: und alles mögliche (EP/MC, Audiolith)
- 2013: Windmühlen Split-EP mit Love A (7"/Download, Rookie Records)
- 2014: Split-EP mit Petula (Audiolith/Analogsoul)
- 2015: Split-EP mit Spaceman Spiff (7", Goddamn Records)

### Als My First Trumpet
- 2007: Frerk (Aerotone)
- 2010: Bene (Aerotone)
- 2010: Rune (Aerotone)
- 2016: Oke (Anette Records)
- 2018: Ursel (Anette Records)

### Als Musiker in weiteren Bands

#### BRATZE
- 2007 Kraft (Audiolith)
- 2008 Waffe (Audiolith)
- 2010 Korrektur nach Unten & die Notwendigkeit einer Übersetzung (Audiolith)
- 2012 Highlight (Audiolith)

#### Ludger
- 2010: Auf Eis (Eigenvertrieb)
- 2011: Monsignore Krusenotto (Kids in Misery)
- 2017: Niebülldrama (Anette)

#### Kollektiv Barner 16
- 2013 Kollektiv Barner 16 (17Rec)

#### Lama L.A. / Just For Fun
- 2015 Affe Maria (Anette Records)
- 2021 Im Museum der eigenen Irrtümer (Tapette Records)

#### Belts
- 2020 Belts (Anette Records)
- 2022 Two (Anette Records)